# 赧水
赧水，是中国长江流域的一条河流，汇入资水，属资水西源（资水南源为夫夷水），属于资水水系。河长188千米，流域面积7103平方千米，多年平均流量175立方米每秒。自然落差725米。水能理论蕴藏量7万千瓦。